# Bombylius recedens
Bombylius recedens är en tvåvingeart som beskrevs av Walker 1852. Bombylius recedens ingår i släktet Bombylius och familjen svävflugor. Inga underarter finns listade i Catalogue of Life.